# Lauriano
Lauriano é uma comuna italiana da região do Piemonte, província de Turim, com cerca de 1.407 habitantes. Estende-se por uma área de 14 km², tendo uma densidade populacional de 101 hab/km². Faz fronteira com Verolengo, Monteu da Po, San Sebastiano da Po, Cavagnolo, Casalborgone, Tonengo (AT).

## Demografia
| Variação demográfica do município entre 1861 e 2011                               |
|                                                                                   |
| Fonte: Istituto Nazionale di Statistica (ISTAT) - Elaboração gráfica da Wikipedia |